# Gara Apoldu de Jos
Gara Apoldu de Jos este o stație de cale ferată care deservește comuna Apoldu de Jos, județul Sibiu, România.